# Keep On Running
Keep On Running är en låt skriven och ursprungligen lanserad av Jackie Edwards från Jamaica 1965. Låten återupptogs samma år av Edwards skivbolagskollegor The Spencer Davis Group som lanserade den som singel i november 1965. Eftersom deras bolag Island Records vid tidpunkten var ett litet resurssvagt skivbolag distribuerades gruppen av det större bolaget Fontana Records.
Spencer Davis Groups version kännetecknas av ett prominent användande av fuzzgitarr. Låten blev en succé i Storbritannien där den nådde förstaplatsen på singellistan och innebar det stora genombrottet för gruppen som dessförinnan endast haft marginell framgång med några singlar. Låten blev även framgångsrik i flera andra europeiska länder, men endast en medelstor hit i USA.

## Listplaceringar
| Lista (1966)   | Position               |
| -------------- | ---------------------- |
| Finland        | 27                     |
| Flandern       | 19                     |
| Frankrike      | 19                     |
| Irland         | 3                      |
| Kanada         | 71                     |
| Nederländerna  | 7                      |
| Norge          | 5 (VG-lista)           |
| Nya Zeeland    | 4                      |
| Storbritannien | 1                      |
| Sverige        | 18 (Kvällstoppen)      |
| USA            | 76 (Billboard Hot 100) |
| Vallonien      | 33                     |
| Västtyskland   | 8                      |